# 10 Armia (Imperium Rosyjskie)
10 Armia (ros. 10-я армия) – związek operacyjny Armii Imperium Rosyjskiego w okresie I wojny światowej.

## Historia
Dowództwo i sztab polowy 10 Armii utworzono w sierpniu 1914 roku.  Rozformowana w początku 1918. Walczyła w okresie I wojny światowej w składzie Frontu Północno-Zachodniego od sierpnia 1914 do sierpnia 1915 i w składzie Frontu Zachodniego od sierpnia 1915 do początku 1918.
Służbę w Sztabie 10 Armii na stanowisku pomocnika szefa Oddziału Etapowego i Gospodarczego pełnił pułkownik Zygmunt Gidlewski.

## Struktura organizacyjna
W jej skład w okresie wojny wchodziły:
- 1 Korpus Gwardii Imperium Rosyjskiego od 6.08 – 2.10.1915;
- 1 Korpus Armijny Imperium Rosyjskiego od 2.05 – 1.06.1916;
- 2 Korpus Armijny Imperium Rosyjskiego od 17.02 – 18.10.1915;
- 3 Korpus Armijny Imperium Rosyjskiego od 22.10.1914 – 4.05.1915;
- 5 Korpus Armijny Imperium Rosyjskiego od 6.08 – 1.09.1915;
- 6 Korpus Armijny Imperium Rosyjskiego od 22.09.1914;
- 10 Korpus Armijny Imperium Rosyjskiego od 8.06 – 1.07.1917;
- 15 Korpus Armijny Imperium Rosyjskiego od 17.02.1915;
- 20 Korpus Armijny Imperium Rosyjskiego od 22.10.1914 – 24.07.1915, 13.02 –13.04.1916, 20.06.1916 – 1.04.1917;
- 22 Korpus Armijny Imperium Rosyjskiego od 22.09.1914 – 7.01.1915;
- 24 Korpus Armijny Imperium Rosyjskiego od 2.05.1916  – 1.10.1916;
- 26 Korpus Armijny Imperium Rosyjskiego od 10.10.1914 – 1.08.1916;
- 34 Korpus Armijny Imperium Rosyjskiego od 4.05.1915 – 1.09.1915;
- 35 Korpus Armijny Imperium Rosyjskiego od 16.01 – 1.04.1917;
- 36 Korpus Armijny Imperium Rosyjskiego od 17.07 – 15.01.1916;
- 38 Korpus Armijny Imperium Rosyjskiego od 18.09.1915 – grudzień 1917;
- 44 Korpus Armijny Imperium Rosyjskiego od 5.12.1915 – 1.12.1916;
- 1 Syberyjski Korpus Armijny Kawalerii Imperium Rosyjskiego od 2.08.1914, 27.08 – grudzień 1917;
- 2 Syberyjski Korpus Armijny Imperium Rosyjskiego od 2.08.1914;
- 3 Syberyjski Korpus Armijny Imperium Rosyjskiego od 2.08.1914 – 1.02.1916;
- 1 Turkiestański Korpus Armijny Imperium Rosyjskiego od 2.08.1916 –22.09.1914;
- 7 Korpus Kawalerii Imperium Rosyjskiego od 1.06.1916 –20.06.1916;

## Dowódcy 10 Armii
| Stopień           | Nazwisko              | Okres                              |
| ----------------- | --------------------- | ---------------------------------- |
| Generał piechoty  | Aleksiej Ewert        | 11.08.1914 - 22.08.1914;           |
| Generał lejtnant  | Wasilij Fług          | 22.08.1914 - 23.09.1914;           |
| Generał piechoty  | Fadiej Siwers         | 23.09.1914 - 25.04.1915;           |
| Generał piechoty  | Jewgienij Radkiewicz  | 25.04.1915 - 12.12.1916;           |
| Generał piechoty  | Władimir Gorbatowskij | 12.12.1916 - 1.04.1917;            |
| Generał lejtnant  | Nikołaj Kisielewskij  | 8.04.1917 - 4.07.1917;             |
| Generał lejtnant  | Piotr Łomnowskij      | 4 - 31.07.1917 i 5.08 - 9.09.1917; |
| Generał lejtnant  | Ali-Aga-Szichlinskij  | od 9.09.1917 - 16.11.1917;         |
| Generał kawalerii | Siergiej Scheidemann  | od listopad 1917;                  |